# Jangga (Losarang)
Jangga is een bestuurslaag in het regentschap Indramayu van de provincie West-Java, Indonesië. Jangga telt 4037 inwoners (volkstelling 2010).